# 羽裂垂头菊
羽裂垂头菊（学名：Cremanthodium pinnatifidum）为菊科垂头菊属的植物。分布在锡金、不丹、尼泊尔以及中国大陆的西藏等地，生长于海拔4,300米至4,600米的地区，多生长于高山砾石地，目前尚未由人工引种栽培。